# Abbekås
55°24′N 13°36′Ø / 55.400°N 13.600°Ø
Abbekås er et gammelt fiskerleje i Skurups kommun i Skåne län i Sverige. Abbekås ligger mellem Ystad og Trelleborg på Skånes sydkyst, og har et areal på 0,88 km2. I 2005 havde bebyggelsen 708 indbyggere.